# Vaanes Corcorúnio
Vaanes (em latim: Vaanes; em grego: Βαάνης; romaniz.: Baánēs; em armênio: Վահան; romaniz.: Vahan) foi um nobre armênio (nacarar) do século VI, membro da família Corcorúnio.

## Nome
Vaanes (Vaanes) é a forma latina do teofórico armênio Vaã (Վահան, Vahan), que derivou de Vaagne (Վահագն, Vahagn). Vahagn, por sua vez, foi um deus da mitologia armênia que derivou seu nome do parta Varragne (*Warhragn) / Vartagne (*Warθagn), do persa antigo Vertragna (Vṛθragna) e do avéstico Veretragna (vərəθraγna), que era o nome de um dos deuses do panteão iraniano. Como teofórico foi citado em armênio como Verã (Vrām), em persa médio como Vararã (Warahrān) e Varã (Wahrām), em grego como Boanes (Βοάνης, Boánes), Baanes (Βαάνης, Baánēs), Baranes (Βαρανης, Baranēs), Baânio (Βαανιος, Baanios), Uarrames / Varrames (Ουαρράμης, Ouarrámes), Barã (Βαραμ, Baram), Baramo (Βάραμος, Báramos) e Baram(a)anes (Βαραμ(a)άνης, Baram(a)anēs),  em georgiano como Barã (ბარამ, Baram), em latim como Veramo (Veramus) e Vararanes e em persa novo como Barã (بهرام, Bahrām).

## Vida

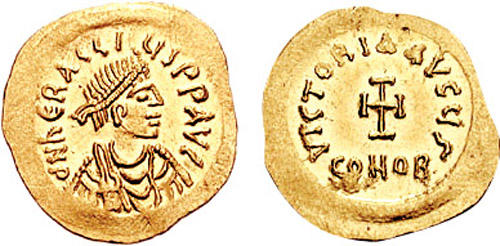
Tremisse de Heráclio r.

A parentela de Vaanes é desconhecida, exceto que pertencia à família Corcorúnio. Em 635/7, envolveu-se na conspiração organizada por Basterotes II, Davi e Teodoro com o intuito de depor o imperador Heráclio (r. 610–641) e instalar seu filho bastando João Atalarico no trono. O esquema nunca foi executado, pois um informante entre os conspiradores disse que Atalarico planejava um golpe. Uma vez confirmando a história, Heráclio ordenou a prisão de todos os envolvidos. Seus conselheiros recomendaram que os conspiradores deveriam ser executados, mas Heráclio os poupou e ordenou que suas mãos e nariz fossem amputados.